# البطولة الوطنية للرأس الأخضر 2008
البطولة الوطنية للرأس الأخضر 2008 (بالبرتغالية: Campeonato Cabo-Verdiano de Futebol de 2008) هو الموسم 29 من البطولة الوطنية للرأس الأخضر. كان عدد الأندية المشاركة فيه 12، وفاز فيه Sporting Clube da Praia ‏.